# Sui Jianshuang
Sui Jianshuang (隋劍爽T, 隋剑爽S, Suí JiànshuǎngP; Shenyang, 1º febbraio 1989) è una ginnasta cinese, vincitrice della medaglia d'argento nel concorso a squadre di ginnastica ritmica alle olimpiadi di Pechino.

## Palmarès
- Giochi olimpici estivi

Pechino 2008: argento nel concorso a squadre